# Veu per IP

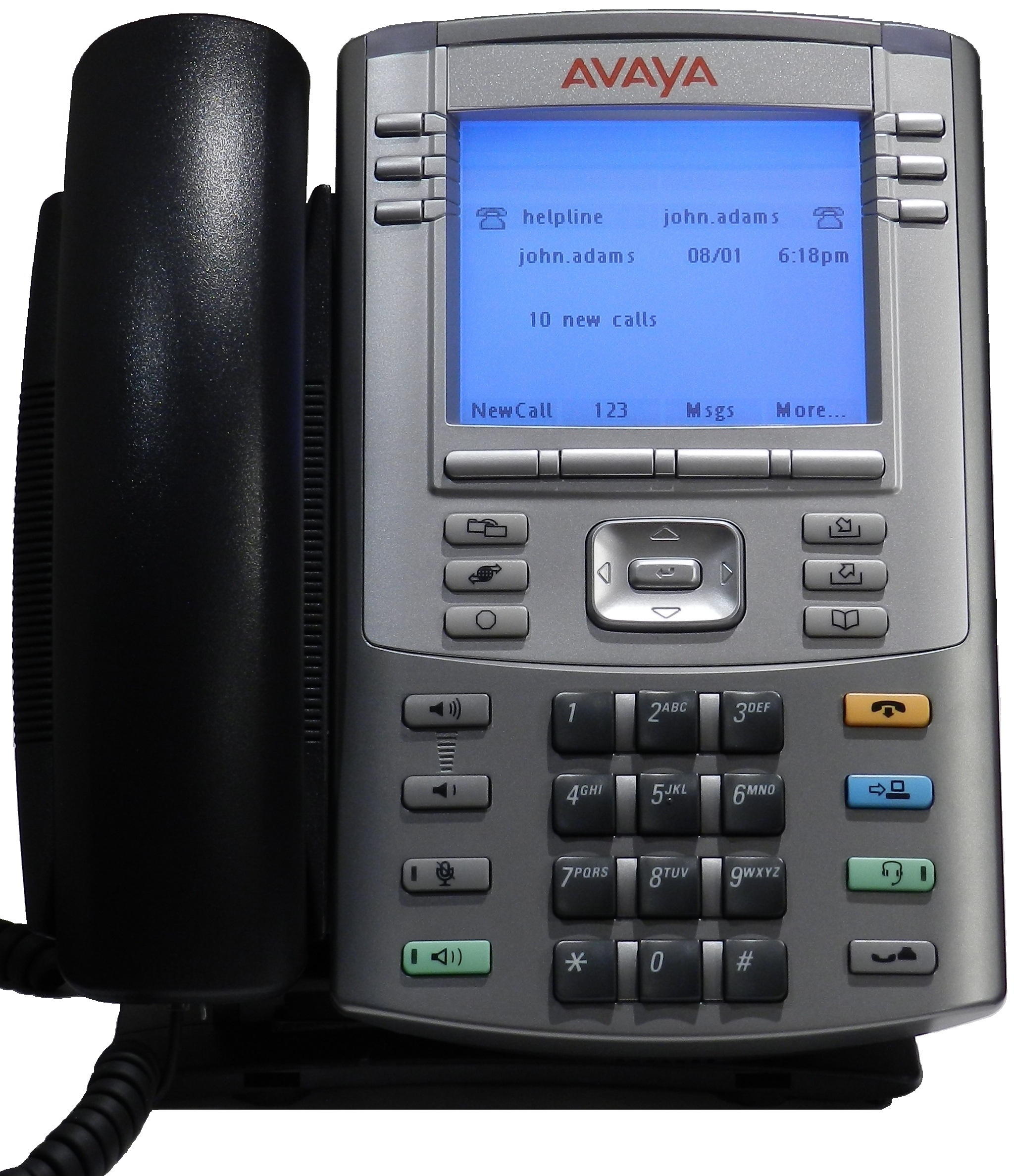
1140E IP Phone

La veu per IP, també coneguda com a telefonia IP o simplement VoIP (de l'anglès Voice over IP), és una tecnologia per a mantenir converses amb veu a Internet o a qualsevol xarxa IP. Això significa que s'envia el senyal de veu en forma digital, en paquets, en lloc d'enviar-lo en forma digital o analògica a través de circuits utilitzables només per a telefonia com una companyia telefònica convencional o PSTN (sigla de public switched telephone network, xarxa telefònica pública commutada).
Els protocols que s'usen per enviar els senyals de veu sobre la xarxa IP es coneixen com a protocols de veu per IP o protocols IP. Aquests poden veure's com a aplicacions comercials de la "xarxa experimental de protocol de veu" (1973), inventada per ARPANET.
El trànsit de Veu per IP pot circular per qualsevol xarxa IP, incloent-hi aquelles connectades a Internet, com per exemple les xarxes d'àrea local (LAN).
És molt important diferenciar entre Veu per IP (VoIP) i Telefonia sobre IP.
- VoIP és el conjunt de normes, dispositius, protocols, en definitiva la tecnologia que permet comunicar veu sobre el protocol IP.
- Telefonia sobre IP és el servei telefònic disponible al públic, per tant amb numeració I.164, realitzat amb tecnologia de VoIP.

[Nota: no confondre telefonia sobre IP amb ToIP (Text-over-IP)]

## Prestacions
El principal avantatge d'aquest tipus de serveis és que evita els càrrecs alts de telefonia (principalment de llarga distància) que són usuals de les companyies de la Xarxa Pública Telefònica Commutada (PSTN). Alguns estalvis en el cost són deguts a utilitzar una mateixa xarxa per portar veu i dades, especialment quan els usuaris tenen sense utilitzar tota la capacitat d'una xarxa ja existent la qual poden usar per VoIP sense un cost addicional. Les trucades de VoIP a VoIP entre qualsevol proveïdor són generalment gratis, en contrast amb les trucades de VoIP a PSTN que generalment costen a l'usuari de VoIP.
El desenvolupament de còdecs per VoIP (aLaw, g.729, g.723, etc.) ha permès que la veu es codifiqui en paquets de dades de cada vegada menor grandària. Això té com a conseqüència que les comunicacions de veu per IP requereixin amplades de banda molt reduïdes. Juntament amb l'avanç permanent de les connexions ADSL al mercat residencial, aquest tipus de comunicacions, estan sent molt populars per a trucades internacionals.
Hi ha dos tipus de servei de PSTN a VoIP: "Discado Entrant Directe" (Direct Inward Dialling: DID) i "Nombres d'accés". DID connecta a qui fa la trucada directament a l'usuari VoIP mentre que els Nombres d'Accés requereixen que aquest introdueixi el nombre d'extensió de l'usuari de VoIP. Els Nombres d'accés són usualment cobrats com una trucada local per qui va fer la trucada des de la PSTN i gratis per a l'usuari de VoIP.
Aquests preus poden arribar a ser fins a cinquanta cops més econòmics que els preus d'operadors locals.

## Funcionalitat
VoIP pot facilitar tasques que serien més difícils de realitzar usant les xarxes telefòniques comunes:
- Les trucades telefòniques locals poden ser automàticament encaminades a un telèfon VoIP, sense importar on s'estigui connectat a la xarxa. Un podria portar amb si un telèfon VoIP en un viatge, i en qualsevol lloc connectat a Internet, es podria rebre trucades.
- Nombres telefònics gratuïts per usar amb VoIP estan disponibles als Estats Units d'Amèrica, Regne Unit i altres països d'organitzacions com a Usuari VoIP.
- Els treballadors d'un centre d'atenció telefònica que utilitzen telèfons VoIP poden treballar des de qualsevol lloc sempre que tinguin una connexió a Internet prou ràpida.
- Alguns paquets de VoIP inclouen serveis extra pels quals PSTN (xarxa publica telefònica commutada) normalment cobra un càrrec extra, o que no es troben disponibles en alguns països, com són les trucades de 3 alhora, tornada de trucada, remarcació automàtica, o identificació de trucada.

## Mòbil
Els usuaris de VoIP poden viatjar a qualsevol lloc al món i continuar fent i rebent trucades de la següent forma:
- Els subscriptors dels serveis de les línies telefòniques poden fer i rebre trucades locals anés[Cal aclariment]
 de la seva localitat. Per exemple, si un usuari té un número de telèfon a la ciutat de Nova York i viatja per Europa i algú truca al seu nombre telefònic, aquesta es rebrà a Europa. A més si una trucada és feta d'Europa a Nova York, aquesta serà cobrada com a trucada local, si l'usuari de viatge per Europa hi té una connexió a Internet.
- Els usuaris de missatgeria instantània basada en serveis de VoIP poden també viatjar a qualsevol lloc del món i fer i rebre trucades telefòniques.
- Els telèfons VoIP poden integrar-se amb altres serveis disponibles en Internet, incloent-hi videoconferències, intercanvi de dades i missatges amb altres serveis en paral·lel amb la conversa, audioconferències, administració de llibres d'adreces i intercanvi d'informació amb uns altres (amics, companys, etc.).

## Repercussió en el comerç
La Veu per IP abarateix les comunicacions internacionals i millora per tant la comunicació entre proveïdors i clients, o entre delegacions del mateix grup. Així mateix, la veu per IP s'està integrant, a través de programari específic, en portals web. D'aquesta forma els usuaris poden sol·licitar una trucada de X empresa o programar una trucada per a una hora en concret, que s'efectuarà a través d'un operador de Veu IP normalment.

## Futur de la Veu per IP
L'amplada de banda creixent a nivell mundial, i l'optimització dels equips de capa 2 i 3 per garantir la qualitat de servei (QoS) dels serveis de veu en temps real fa que el futur de la Veu per IP sigui molt prometedor. Als Estats Units els proveïdors de veu per IP com Vonage van aconseguir una important quota de mercat. A Espanya, gràcies a les tarifes planes de veu, els operadors convencionals van evitar el desembarcament massiu d'aquests operadors. No obstant això l'expansió d'aquesta tecnologia prové dels desenvolupadors de sistemes com Cisco i Avaya que integren en les seves plataformes xarxes de dades i veu. Altres fabricants com Alcatel-Lucent, Nortel Networks, Matra, Samsung i LG també desenvolupen solucions corporatives de veu per IP en els seus equips de telecomunicacions.

## L'Estàndard VoIP (H.323)
Definit el 1996 per la Unió Internacional de Telecomunicacions (ITU, segons els sigles anglesos) procura als diversos fabricadors una sèrie de normes per estandarditzar el servei i garantir la compatibilitat entre les solucions dels diferents operadors.

### Característiques principals
Per la seva estructura l'estàndard permet controlar el trànsit de la xarxa, per la qual cosa es disminueixen les possibilitats que es produeixin caigudes importants en el rendiment. Les xarxes suportades en IP tenen a més avantatges addicionals:
- És independent del tipus de xarxa física que el suporta. Permet integrar les grans xarxes d'IP actuals.
- És independent del maquinari utilitzat.
- Permet ser implementat tant en programari com en maquinari, amb la particularitat que el maquinari suposaria eliminar l'impacte inicial per a l'usuari comú.[Cal aclariment]
- Permet la integració de vídeo i TPV

### VoIP no és un servei, és una tecnologia
En molts països del món, IP ha generat múltiples discòrdies, entre el territorial i el legal sobre aquesta tecnologia, és clar i ha de quedar en clar que la tecnologia de VoIP no és un servei com a tal, sinó una tecnologia que fa servir el Protocol d'Internet (IP) a través de la qual es comprimeixen i descomprimeixen de manera altament eficient paquets de dades o datagrames, per permetre la comunicació de dues o més usuaris a través d'Internet. Amb aquesta tecnologia poden prestar-se serveis de telefonia o videoconferència, entre d'altres.

### Arquitectura de xarxa
El mateix Estàndard defineix tres elements fonamentals en la seva estructura:
- Terminals: són els substituts dels actuals telèfons. Es poden implementar tant en programari com en maquinari.
- Gatekeepers: són el centre de tota l'organització VoIP, i serien el substitut per a les actuals centrals. Normalment implementades en programari, en cas d'existir, totes les comunicacions passarien per ell.
- Gateways: es tracta de l'enllaç amb la xarxa telefònica tradicional, actuant de forma transparent per a l'usuari.

Amb aquests tres elements, l'estructura de la xarxa VoIP podria ser la connexió de dues delegacions d'una mateixa empresa. L'avantatge és immediat: totes les comunicacions entre les delegacions són completament gratuïtes. Aquest mateix esquema es podria aplicar per a proveïdors, amb el consegüent estalvi que això comporta.
- Protocols de VoIP: És el llenguatge que utilitzaran els diferents dispositius VoIP per a la seva connexió. Aquesta part és important, ja que d'ella dependrà l'eficàcia i la complexitat de la comunicació.
  - Per ordre d'antiguitat (de més antic a més nou):
    - H.323 - Protocol definit per la ITU-T
    - SIP - Protocol definit per la IETF
    - Megaco (També conegut com a H.248) i MGCP - Protocols de control
    - Skinny Client Control Protocol - Protocol propietat de Cisco
    - MiNet - Protocol propietat de Mitel
    - CorNet-IP - Protocol propietat de Siemens
    - IAX - Protocol original per a la comunicació entre PBXs Asterisk (És un estàndard pels altres sistemes de comunicacions de dades, actualment està en la seva versió 2 - IAX2)
    - Skype - Protocol propietari peer-to-peer utilitzat en l'aplicació Skype
    - IAX2 - Protocol per a la comunicació entre PBXs Asterisk en reemplaçament de IAX
    - Jingle - Protocol obert utilitzat en tecnologia Jabber
    - MGCP- Protocol propietari de Cisco
    - weSIP wesip - Protocol de llicència gratuïta de VozTelecom

Com hem vist VoIP presenta una gran quantitat d'avantatges, tant per a les empreses com per als usuaris comuns. La pregunta seria per què no s'ha implantat encara aquesta tecnologia?. A continuació analitzarem els aparents motius, pels quals VoIP encara no s'ha imposat a les telefonies convencionals.

### Paràmetres de la VoIP
Aquest és el principal problema que presenta avui dia la penetració tant de VoIP com de totes les aplicacions d'IP.
Garantir la qualitat de servei sobre Internet, que solament suporta "millor esforç" (best effort) i pot tenir limitacions d'amplada de banda en la ruta, actualment no és possible; per això, es presenten diversos problemes quant a garantir la qualitat del servei.

#### Còdecs
La veu ha de codificar-se per poder ser transmesa per la xarxa IP. Per a això es fa ús de Còdecs que garanteixin la codificació i compressió de l'àudio o del video per al seu posterior decodificación i descompressió abans de poder generar un so o imatge utilitzable.
Segons el Còdec utilitzat en la transmissió, s'utilitzarà més o menys amplada de banda. La quantitat d'amplada de banda sol ser directament proporcional a la qualitat de les dades transmeses.
Entre els Còdecs utilitzats en VoIP trobem els G.711, G.723.1 i el G.729 (especificats per la ITU-T)
Aquests Còdecs tenen aquesta grandària en la seva senyalització:
- G.711: bit-rate de 56 o 64 Kbps.
- G.722: bit-rate de 48, 56 o 64 Kbps.
- G.723: bit-rate de 5,3 o 6,4 Kbps.
- G.728: bit-rate de 16 Kbps.
- G.729: bit-rate de 8 o 13 Kbps.

Això no vol dir que és l'amplada de banda utilitzat, per exemple el Codec G729 utilitza 31.5 Kbps d'amplada de banda en la seva transmissió.

#### Retard
Una vegada establerts els retards de trànsit i el retard de processament la conversa es considera acceptable per sota dels 150 ms.
Pèrdua de trames (Frames Lost):
Durant el seu recorregut per la xarxa IP les trames es poden perdre com a resultat d'una congestió de xarxa o corrupció de dades. A més, per a trànsit de temps real com la veu, la retransmissió de trames perdudes en la capa de transport no és pràctic per ocasionar retards addicionals. Per tant, els terminals de veu han de retransmetre amb mostres de veu perdudes, també anomenades Frame Erasures. L'efecte de les trames perdudes en la qualitat de veu depèn de com els terminals manegen les Frame Erasures.
En el cas més simple, el terminal deixa un interval en el flux de veu si una mostra de veu es perd. Si es perden moltes trames sonaria esquerdat, amb síl·labes o paraules perdudes. Una possible estratègia de recuperació és reproduir les mostres de veu prèvies. Això funciona bé només si es perden unes poques mostres. Per combatre millor les ràfegues d'errors usualment s'empren sistemes d'interpolació. Basant-se en mostres de veu prèvies, el decodificador predirà les trames perdudes. Aquesta tècnica és coneguda com a Packet Loss Concealment (PLC).
La ITU-T G.113 apèndix I proveeix algunes línies de guia de planificació provisional en l'efecte de pèrdu de trames sobre la qualitat de veu. L'impacte és mesurat en termes d'Ie, el factor de deteriorament. Ie és un nombre en la qual 0 significa no està deteriorat. El valor més gran d'Ie significa deteriorament més sever. La següent taula està derivada de la G.113 apèndix I i mostra l'impacte de les trames perdudes en el factor Ie.

#### Qualitat del servei
La qualitat d'aquest servei s'està aconseguint sota els següents criteris:
- La supressió de silencis, atorga més eficiència a l'hora de realitzar una transmissió de veu, ja que s'aprofita millor l'amplada de banda en transmetre menys informació.
- Compressió de capçaleres aplicant els estàndards RTP/RTCP.
- Priorització dels paquets que requereixin menor latència. Les tendències actuals són:
  - CQ (Custom Queuing) (Sánchez J.M:, VoIP'99): Assigna un percentatge de l'amplada de banda disponible.
  - PQ (Priority Queuing) (Sánchez J.M:, VoIP'99): Estableix prioritat en les cues.
  - WFQ (Weight Fair Queuing) (Sánchez J.M:, VoIP'99): S'assigna la prioritat al trànsit de menys càrrega.
  - DiffServ: Evita taules d'encaminats intermedis i estableix decisions de rutes per paquet.
- La implantació de IPv6 que proporciona major espai d'adreçament i la possibilitat de tunneling.

## Protocols
La veu sobre IP ha estat implementat en diverses formes utilitzant protocols de propietat i protocols basats en estàndards oberts. Els exemples dels protocols de VoIP són:
- H.323
- H.248
- Media Gateway Control Protocol
- Protocol d'inici de sessió, obert.
- Protocol Skype, de propietat i emprat pel programa Skype.
- Real Time Protocol

## Programes habituals
La major part de programes de veu per IP també ofereixen serveis de missatgeria instantània i alguns de videotrucada.
- Ekiga, lliure.
- Jitsi, lliure.
- Linphone, lliure.
- QuteCom, lliure.
- Signal, lliure.
- Google Hangouts, no lliure.
- Line, no lliure.
- Skype, no lliure.
- WhatsApp, no lliure. Només ofereix veu per IP en telèfons mòbils.